# Караискакис (стадион)
 Тази статия е за стадиона.  За селото вижте Караискакис (село).  
Стадион „Караискакис“ (на гръцки: Γήπεδο Γεώργιος Καραϊσκάκης) се намира в зоната Нео Фалиро на Пирея, Гърция.
Служи за домакинските срещи на „Олимпиакос“. Наречен е на Георгиос Караискакис – герой от Гръцката война за независимост, който е смъртно ранен в този район.
Използва се по време на I летни олимпийски игри за състезания с велосипеди.
Обновен е през 1960-те години и напълно е реконструиран през 2004 г. с капацитет от 33 334 седящи места, готов за XXVIII летни олимпийски игри.
„Олимпиакос“ ползва под наем стадиона. Последната сделка позволява на отбора да го ползва до 2052 г.
Продажбата на билетите на стадиона е над средното ниво в Гръцката Суперлига в продължение на десетилетия (рядко падат под 25 000 броя). За националния отбор също се продават много билети, но след разочарававащото представяне на Евро 2008 посещаемостта спада драстично, което принуждава гръцкото министерство на спорта да смени националния стадион от „Караискакис“ с този в Хераклион. От 2010 г. отново се използва като национален стадион.
Само през 2005 г. стадионът работи и като кино с кино екран, дълъг 20x10, работейки от 21:00 до 23:00 всеки уикенд.

## Съоръжения
Стадионът е оценен на 4 звезди заедно с още 13 други стадиона из Европа. Това означава, че ако бъде избран, може да приеме финал на Лига Европа. Има 40 ВИП ложи – към 472 души, зала за пресконференция със 130 места. Разполага също с мол, ресторанти, кафенета, магазини за дрехи, фитнес салон и музей на отбора. Разполага с голям паркинг с около 2500 места. Трибуните му могат да се изпразнят само за 7 минути.